# Manhattan Building (Illinois)
Das Manhattan Building ist ein Wolkenkratzer in Chicago, Illinois. Das Gebäude wurde von William Le Baron Jenney, dem „Erfinder“ des Wolkenkratzers, geplant und 1889 bis 1891, im neuen Stil der Chicagoer Schule, erbaut. Es war das erste Hochhaus mit 16 Stockwerken. Heute ist es eines der ältesten noch bestehenden Wolkenkratzer der ersten Generation und der älteste bestehende, der in reiner Stahlskelettbauweise errichtet wurde. Auffällig am Manhattan Building sind die einzelnen Rücksprünge, die eher für das Art déco typisch waren, ebenso wie die herauskragende Granitfassade in den unteren Etagen und die glatte Steinfassade in den oberen. Dies begründet sich dadurch, dass die unteren Etagen wegen der benachbarten Hochhäuser sehr dunkel blieben und somit mehr Licht einfangen sollten. 1976 wurde das Manhattan Building vom National Register of Historic Places und 1978 als Chicago Landmark unter Denkmalschutz gestellt.
Die Anschrift des Gebäudes ist 431 South Dearborn Street.